# ريان تينسلي
ريان تينسلي (بالإنجليزية: Ryan Tinsley)‏ هو لاعب كرة قدم أمريكي في مركز الوسط، ولد في 1 أكتوبر 1971 في نيويورك في الولايات المتحدة. لعب مع سان خوسيه إيرثكويكس وسبورتينغ كانساس سيتي وشيكاغو فاير ونادي ساربروكن ونادي غوادالاخارا.

## وصلات خارجية
- ريان تينسلي على موقع الدوري الأمريكي (الإنجليزية)
- ريان تينسلي على موقع قاعدة بيانات كرة القدم.إي يو (الإنجليزية)